# Обсерватория Коттамиа
Обсерватория Коттамиа — астрономическая обсерватория, основанная в 1962 году в Коттамиа, Египет. Принадлежит Национальному научно-исследовательскому институту астрономии и геофизики (англ. The National Research Institute of Astronomy and Geophysics, NRIAG).

## Руководители обсерватории
С февраля 2024 года, Президентом обсерватории является профессор Таха Рабе (англ. Taha Tawfik Taha Rabeh).
- Prof. Dr. Gad El-Qady (2019 – до февраля 2024)
- Prof. Dr. H. Odah (2016 – 2019)
- Prof. Dr. Abulella Amin (2015 – 2016)
- Prof. Dr. H. Odah (2011 – 2015)
- Prof. Dr. S. M. Mahmoud (2006 – 2011)
- Prof. Dr. A. M. I. Osman (2004 – 2006)
- Prof. Dr. A. A. Tealeb (1999 – 2004)
- Prof. Dr. A. A. Galal (1997 – 1999)
- Prof. Dr. H. A. Deebes (1995 – 1997)
- Prof. Dr. J. S. Mikhail (1991 – 1995)
- Prof. Dr. R. M. Kebeasy (1984 – 1991)
- Prof. Dr. M. Fahim (1973 – 1984)
- Prof. Dr. M. K. Aly (1967 – 1973)
- Prof. Dr. A. H. Samaha (1953 – 1967)
- Prof. Dr. M. R. Madwar (1934 – 1953)
- Prof. Dr. P. A. Curry (1924 – 1934)
- Prof. Dr. H. E. Hurst (1918 – 1924)
- Prof. Dr. H. Knox-Shaw (1912 – 1918)
- Prof. Dr. B. H. Wade (1910 – 1912)
- Prof. Dr. B. F. Keeling (1900 – 1910)[3]

## История обсерватории
В связи с ростом засветки от Каира и внутри самого города Хелуан, где располагалась первая современная египетская обсерватория, в 1962 году была создана новая обсерватория, расположенная в поселке Коттамия. В 1963 году в обсерватории был установлен 188-см рефлектор — самый большой телескоп в Северной Африке и на Ближнем Востоке.

## Инструменты обсерватории
- 188-см телескоп (установлен в 1963 году от фирмы Sir Howard Grubb, Parsons and Co., Кассегреновский фокус F/18, Ньютоновский фокус F/5). Модернизирован в 1997 году. + ПЗС-камера, спектрограф. Точно такой же инструмент был установлен в Обсерватории Радклиффа (ЮАР).

## Направления исследований
- Астрометрия
- Геомагнетизм
- Переменные звезды
- Поверхностная фотометрия протяжных объектов
- Луна
- Спектральные наблюдения